# Dave Bautista
David Michael "Dave" Bautista Jr. (18. siječnja 1969.) filipinsko-američki je hrvač, glumac,
bodybuilder i borac mješovitih borilačkih vještina. Radio je u WWE gdje je bio poznat pod nazivom Dave Batista ili samo Batista. Bio je dva puta WWE svjetski prvak, četiri puta WWE svjetski prvak u teškoj kategoriji, tri puta WWE prvak po tag-team kategoriji (dva puta s Ric Flairom i jedan put s John Cenom) i dvostruki pobjednik Royal Rumblea.

## Filmografija
Glumio je u filmovima: Čuvarima galaksije, Čuvarima galaksije 2, Riddick, Harači, Spectre, Stuber, itd.

## Vanjske poveznice
|  | Zajednički poslužitelj ima još gradiva o temi Dave Bautista |
|  | Wikicitati imaju zbirke citata o temi Dave Bautista         |